# 三谷大学
三谷大学（英語：Tri-Valley University）位于美国加利福尼亚州普莱森顿，是一所未经认可的私立大学。 其学校主页介绍称，三谷大学是一所具有基督教环境的高等教育机构，设有工程学、商学、神学、法学和医学等专业。大部分课程属于在线课程，通过互联网授课。由于涉嫌签证欺诈，该校被美国移民和海关执法局（英语：United States Immigration and Customs Enforcement，ICE）勒令关闭。
三谷大学的创建者兼校长为苏小萍（英语：Susan Xiao-Ping Su）。根据其网站公布的个人简历，她于1991年从清华大学电子机械学院毕业，1997年从加州大学戴维斯分校获得硕士学位，2001年从加州大学伯克利分校获得博士学位。

## 法律问题
ICE因为三谷大学涉嫌提供非法移民的途径而启动调查。ICE声称该校曾经为居住在加州以外的学生提供学生签证身份。2009年5月至2010年5月，该校持学生签证的学生数量从11人增加至939人，2010年12月更是达到了1555人。其中，超过90%的学生来自印度。学生支付每学期2700美元的学费以维持身份。另外，美国国土安全部调查发现，该校学生只要为学校引荐新的生源，就可以从中获得回扣。苏小萍指控学校的两名学生工作者应当为签证欺诈的事实负责。2011年1月19日，ICE突击检查了这所学校并将其关停。联邦检察官对该校提起了诉讼，并没收了苏小萍名下与学校有关的五处房产。
涉案的国际学生遭到了ICE的审讯。部分学生身上被安装了无线标签来监控他们的行动。由于大多数学生属于印度公民，印度政府对于这些行动表示了抗议，称惨遭欺诈的学生不应当受到罪犯一般的待遇。ICE为曾经在该校注册过的学生建立了一个网页，引导他们与ICE联络并进行商谈。
2011年3月，高等教育纪事报公布了一份调查报告。报告中披露了一系列与TVU相似的营利性高等教育机构，他们共同的特点是在美国几乎不为人所知，缺乏认证，并专注于招收外国留学生。
2011年5月2日，联邦大陪审团指控TVU的创始人兼股东苏小萍犯有33项罪名，并将其逮捕。
2011年10月12日，四名参与了该校工作的学生维沙尔·达斯，图莎尔·丹部，罗摩克里希纳·雷迪·客拉和安吉·雷迪·迪利斯纳拉也受到了指控。
2014年7月11日，维沙尔·达斯被判处30天缓刑，安吉·雷迪·迪利斯纳拉仅被判处1天缓刑，罗摩克里希纳·雷迪·客拉被判6个月缓刑并处2000美元罚金，图莎尔·丹部则收到了3年缓刑另加200小时社区服务的处罚。2014年10月31日，苏小萍被判处16年监禁，没收涉案资产560万美金，另支付90多万美元赔偿金。
在该案件诉讼尚未判决时期，苏小萍又建立了一所未经认可的大学，注册在与TVU相同的办公地址，命名为“全球三谷大学”并自命校长。加州总检察长以多种理由否决了这一申请。
2014年3月24日，苏小萍被判31项罪名成立。检察官表示，苏通过邮件欺诈，签证欺诈和洗钱等方式共牟利590万美元，这些非法收入被用于购置豪华轿车和房产。苏小萍随后上诉至美国联邦第九巡回上诉法院，但于2015年12月7日被驳回。2016年3月24日，她委托律师向美国最高法院提起了上诉，但随后主动撤销了该上诉请求。2016年4月1日，苏小萍亲自向美国最高法院提起上诉，于2016年5月16日再次被驳回。

## 资质认证
三谷大学起始于2008年。起初，三谷大学利用加州私立高等教育和职业教育局的宗教豁免条例运营。然而，2010年加州私立高等教育局审查了这个学校。该校确实申请了宗教豁免，但是该申请并未通过。2010年1月起，该校不再具有招生资质。三谷大学具有美国国土安全部的认证，有资格为国际学生提供学生签证。通过该认证的条件之一是相应大学的学分能够被至少三所不同的大学所承认。然而，在重新审查该校的申请书时，国土安全部发现其提供的三所大学中，有两所并不承认该校的学分。这项审查结果直接导致了随后一系列的相关调查，数名学生受到了审讯。